# Adrian Lulgjuraj
Adrian Lulgjuraj[a], född den 19 augusti 1980 i Ulcinj i Montenegro, är en albansk sångare.

## Biografi
Lulgjuraj föddes i staden Ulcinj (Ulqin på albanska) i den sydligaste delen av Montenegro. Staden är en av de städer i Montenegro som har en etnisk albansk majoritetsbefolkning. Lulgjuraj har dock varit aktiv i både den montenegrinska och albanska musikscenen. Lulgjuraj har, utöver solokarriären, varit en del av musikgruppen The Sexy Very Much Band.
2011 ställde han för första gången upp i Top Fest då han i tävlingens åttonde upplaga framförde bidraget "Të mori një detë". Han tog sig med låten till tävlingens final. Under våren 2012 ställde Lulgjuraj upp i Top Fest igen, denna gång med låten "Evoloj". Han lyckades ta sig till finalen och vann där priset för bästa manliga artist.
Tillsammans med sångaren och gitarristen Bledar Sejko vann han den 22 december 2012 finalen av Festivali i Këngës 51 med låten "Identitet". De kom därmed att representera Albanien i Eurovision Song Contest 2013 som gick av stapeln i Malmö i Sverige. De deltog i den andra semifinalen, men slutade på 15 plats av 17 bidrag och gick inte vidare till finalen av tävlingen.
I december 2015 ställer han upp i Festivali i Këngës 54 med låten "Jeto dhe ëndërro".

## Diskografi

### Singlar
- 2011 – "Të mori një detë"
- 2012 – "Evoloj"
- 2012 – "Identitet" (feat. Bledar Sejko)
- 2015 – "Jeto dhe ëndërro"